# Leofwine Godwinson

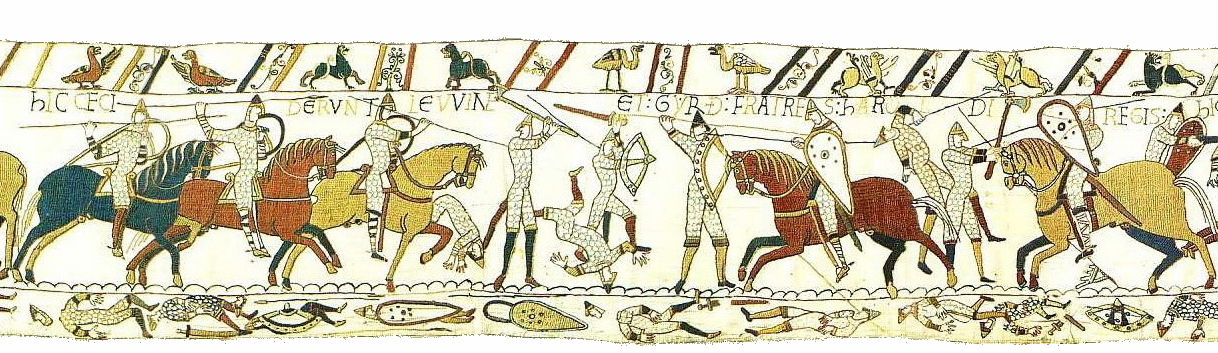
La mort de Gyrth i el seu germà a la batalla de Hastings, escena 52 del Tapís de Bayeux.
HIC CECIDERUNT LEWINE ET GYRD FRATRES HAROLDI REGIS
(Ací han caigut morts Leofwine i Gyrth, germans del rei Harold).

Leofwine Godwinson (vers 1035 – 14 d'octubre de 1066) va ser un dels germans petits del rei Harold Godwinson, el cinquè fill del comte Godwin.
Quan la família Godwin va ser exiliada d'Anglaterra el 1051 va marxar amb Harold a Irlanda, on van ser acollits per Diarmait mac Máel na mBó, rei de Leinster. Hauria tornat a Anglaterra amb la resta de la família l'any següent, però no estava present al llit de mort del seu pare l'abril de 1053.
Després de la mort del seu pare l'abril del 1053, els Godwinsons treballaren per mantenir les seves terres a Anglaterra. Harold heretà el comtat de Wessex i esdevingué el segon al poder, només per darrere del rei. Leofwine va ser fet comte de Kent, Essex, Middlesex, Hertford, Surrey, i probablement també de Buckinghamshire en algun moment entre 1055 i 1057. Conjuntament amb el seu germà Gyrth Godwinson, que governava els comtats de East Anglia, Cambridgeshire and Oxfordshire, els Godwinsons controlaven tota l'Anglaterra oriental.
Va morir conjuntament amb els seus germans Harold i Gyrth a la batalla de Hastings.